# 野口弥太郎

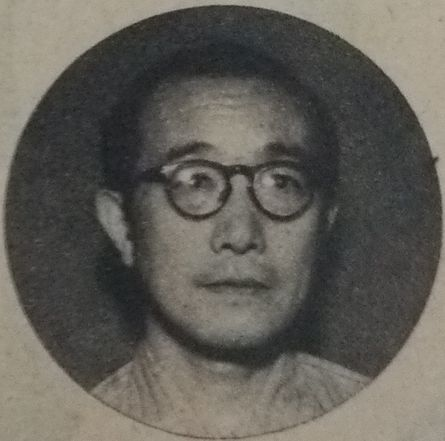
1951年頃

野口 弥太郎（のぐち やたろう、野口 彌太郎、1899年10月1日 - 1976年3月23日）は、日本の洋画家、日本芸術院会員。

## 来歴
東京本郷区生まれ。その後朝鮮の仁川、東京、長崎県諫早市、神戸と移り住む。1920年、関西学院中学部卒後、川端画塾に学び、1922年、二科展で初入選。1926年、「一九三〇年協会」会員となる。1929年、フランスに渡り、サロン・ドートンヌに出品。1933年、帰国、独立美術協会会員となる。戦後、1949年から日本大学芸術学部教授。以後独立展に出品を続け、1962年、国際形象展同人。1964年、「セビラの行列」で毎日芸術賞受賞、1970年、日大を辞める。1972年、紺綬褒章受章。1973年、芸術選奨文部大臣賞受賞。1975年、勲三等瑞宝章受章、日本芸術院会員。父親は元第一銀行常務取締役の野口弥三。

## 画集
- 野口弥太郎画集 美術工芸会 1942年
- 野口弥太郎滞欧作 美術出版社 1963年
- 野口弥太郎水彩素描画集 求竜堂 1975年
- 野口弥太郎素描集 五月書房 1978年
- 野口弥太郎画集 日動出版部 1983年